# Borgward B 3000
Der Borgward B 3000 war ein Lastkraftwagen der deutschen Carl F. W. Borgward GmbH, der von 1941 bis 1944 in Bremen-Sebaldsbrück produziert wurde. Nach dem Zweiten Weltkrieg wurden von Juli 1948 bis 1950 weitere B 3000 gefertigt. Er wurde auch als Elektrofahrzeug unter den Bezeichnungen Borgward BE3000 und Lloyd EL3000 produziert.

## Einheits-Lkw 3 t
1937 begann Borgward mit der Lkw-Produktion und lieferte bis Kriegsausbruch 1939 Fahrzeuge mit Nutzlasten bis zu 5 t, darunter die 3-Tonner Borgward G. W. mit Benzin- oder Dieselmotor.
Ein Großteil der Lkw wurden von der Wehrmacht eingezogen. Zunächst lief die Produktion des bisherigen Lkw-Programms weiter. Borgward wurde aber – wie auch die übrigen Lkw-Hersteller – ab 1940 angewiesen, die Typenvielfalt einzuschränken und sich auf die Herstellung von Einheits-Lkw mit einer Nutzlast von ca. 3 t und vereinfachter Ausstattung zu konzentrieren.

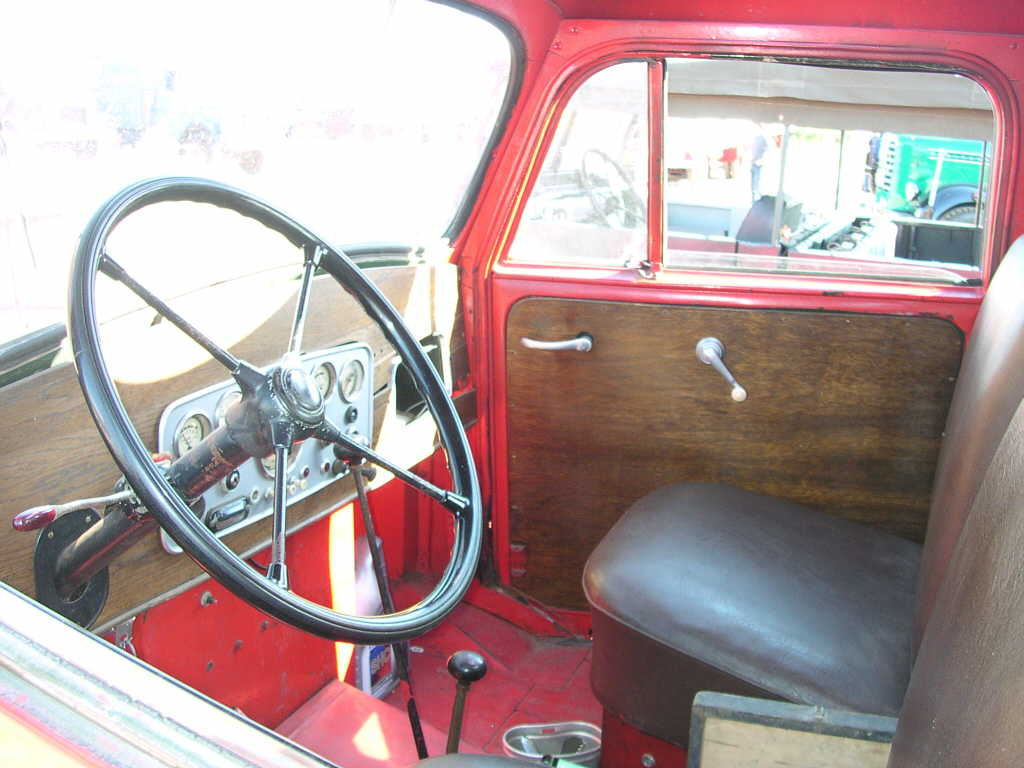

Als „Einheits-LKW“ lief als Nachfolgemodell ab 1942 der 3-Tonner mit der offiziellen Bezeichnung Borgward B 3000 S/O mit 3,7-l-Ottomotor und 78 PS bzw. Borgward B 3000 S/D mit 5-l-Dieselmotor und 75 PS, beides Sechszylinder, vom Band. Die Allradversion erhielt zudem die Bezeichnung A. Im Zuge der weiteren Einsparung von Material und Rohstoffen wurde die Ausführung der Lkw zunehmend vereinfacht – so entfiel das Borgward-Markenzeichen, die Raute am Kühlergrill, und es wurde anstelle der Kabine aus Stahlblech das Einheitsführerhaus aus Holz aufgesetzt.
Der B 3000 bewährte sich zwar im Einsatz, der leichtere Opel Blitz, ein 3-Tonner des Wettbewerbers Opel, zeigte sich jedoch als überlegen.

## Produktionszahlen
| Typ                                 | Baujahr   | Nutzlast | Stückzahl |
| ----------------------------------- | --------- | -------- | --------- |
| Borgward L 2000 S, L 2300           | 1937–1942 | 1,5 t    |           |
| Borgward Europa V (Einheits-Diesel) | 1938–1940 | 2,5 t    | 2400      |
| Borgward Typ 3t Benzin G. W.        | 1938–1941 | 3 t      |           |
| Borgward Typ 3t Diesel G. W-        | 1938–1941 | 3 t      |           |
| Borgward B 3000 S                   | 1942–1944 | 3,125 t  |           |
| Borgward B 3000 A                   | 1942–1944 | 3,095 t  |           |
| Borgward B 3000 D                   | 1948–1950 | 3,4 t    | 2900      |
| Borgward 5 t                        | 1938–1939 | 5 t      |           |
| Borgward L 2000 S/L 2300 (Bus)      | 1937–1942 |          |           |

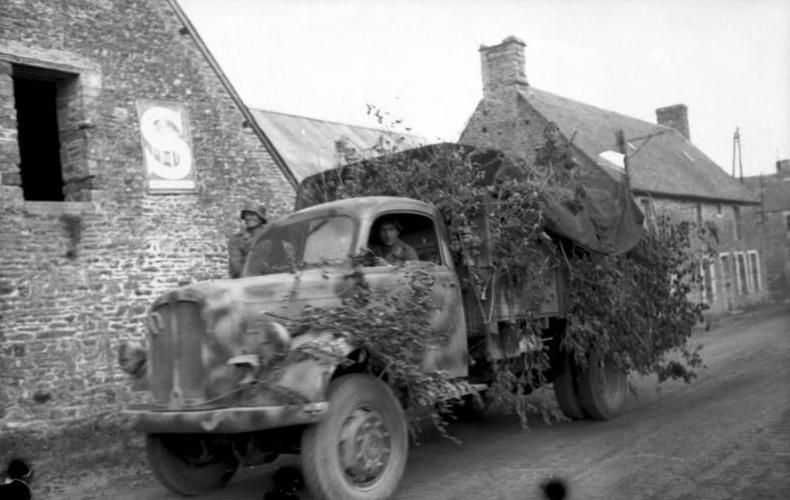
Borgward B 3000 A bei den Kämpfen um Villers-Bocage an der Invasionsfront 1944. An der Vorderachse ist das Ausgleichsgetriebe des Allradantriebs zu erkennen.

Neben Lkw produzierte Borgward ebenfalls weitere Militärfahrzeuge, darunter vor allem Halbkettenzugmaschinen, Schützenpanzerwagen und Ladungsträger.
Insgesamt wurden ca. 30.000 Lkw 3 t – 1944 auch unter Einsatz von Zwangsarbeitern – bis zur Zerstörung des Werks durch alliierte Bombenangriffe im Oktober 1944 gebaut. Pläne, die Produktion wieder anlaufen zu lassen, um dort den Opel „Blitz“ zu produzieren, kamen nicht mehr zur Umsetzung, da Bremen im April 1945 von britischen Truppen eingenommen wurde.